# قره‌قشلاق (کوثر)
قره‌قشلاق روستایی است که در استان اردبیل، شهرستان کوثر، بخش مرکزی، دهستان سنجبد غربی قرار دارد.
وجه تسمیه روستای قره قشلاق و علت نام گذاری روستا به این نام متاسفانه هیچ جایی ثبت نشده است. لیکن بنا به تعریف قدیمی های روستا، علت این امر در محل قرار گیری روستا هست. از نظر جغرافیایی روستای قره قشلاق نسبت به مناطق و روستاهای اطراف در محلی پست و پایین قرار گرفته است. بنابراین در اواخر فصل زمستان و اوایل بهار هوای این منطقه نسبتا  گرم‌تر از مناطق اطراف بوده و برف این نقطه از منطقه زودتر از سایر مناطق و روستاها آب می شود. این امر موجب می شود که از دور بصورت یک محل یا مکان سیاه در منطقه دیده  شود. لذا طبق اظهارات قدیمی ها به همین سبب نام روستا را قره (سیاه) قشلاق ( گرمسیر ) نهاده اند.
( توجه : متن فوق هیچگونه سند و منبع مکتوبی ندارد. صرفا بنا بر اظهارات اهالی قدیمی روستا بیان شده است.)

## جمعیت
بر اساس سرشماری سال ۱۳۸۵ جمعیت این روستا ۳۳۸ نفر با ۷۳ خانوار بوده‌است.